# Диккенс, Чарльз
Чарльз Джон Ха́ффем Ди́ккенс (англ. Charles John Huffam Dickens [ˈtʃɑrlz ˈdɪkɪnz]; 7 февраля 1812 года, Портсмут, Англия — 9 июня 1870 года, Хайэм, Англия) — английский писатель, прозаик, стенограф, репортёр, романист и эссеист. Творчество Диккенса относят к вершинам реализма, но в его романах отразились и сентиментальное, и сказочное начала. Самые знаменитые романы Диккенса: «Посмертные записки Пиквикского клуба», «Оливер Твист», «Николас Никльби», «Дэвид Копперфилд», «Холодный дом», «Повесть о двух городах», «Наш общий друг», «Большие надежды», «Тайна Эдвина Друда».

## Биография

### Детство и юность

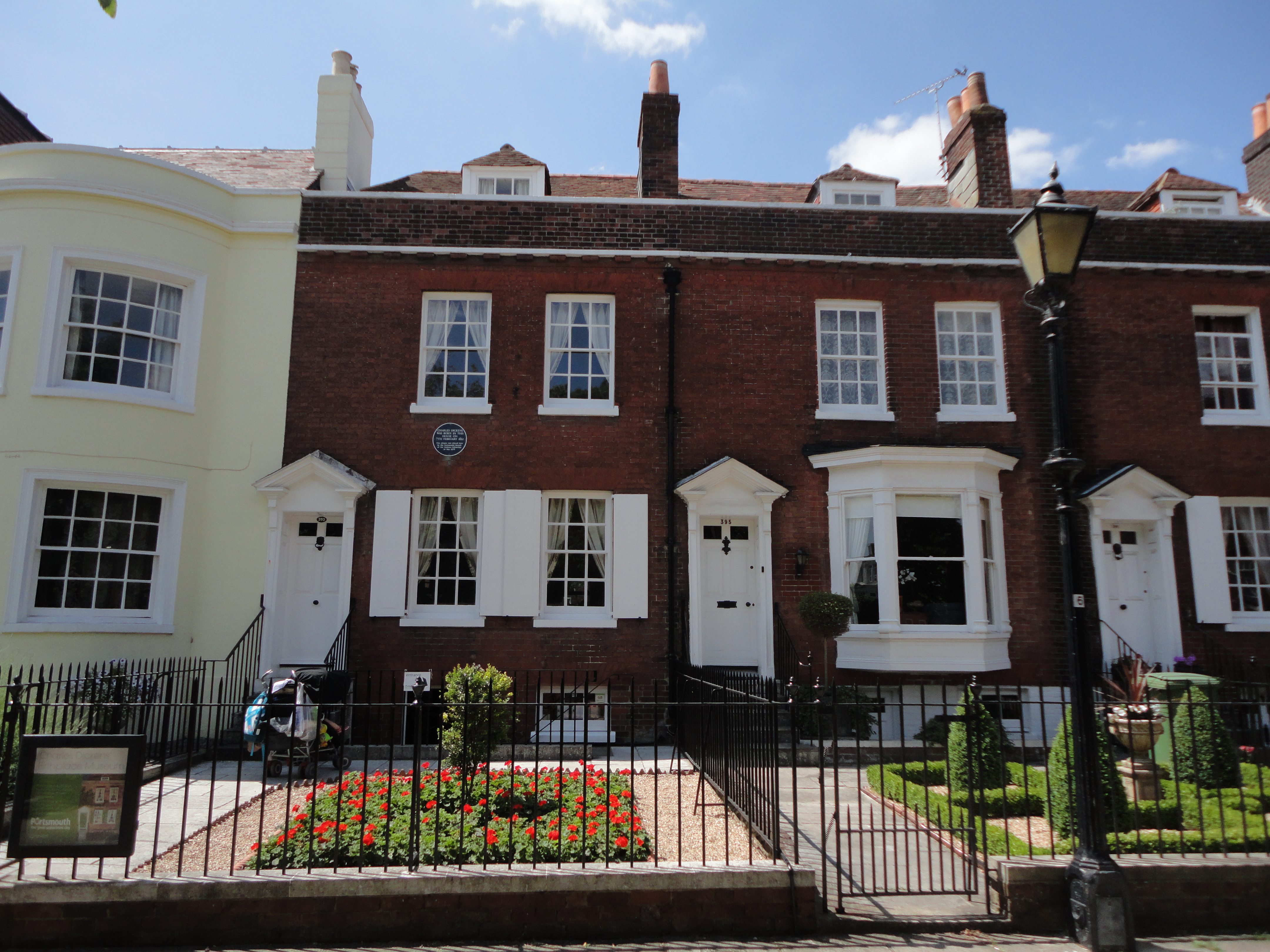
Дом в Портсмуте, в котором родился Чарльз Диккенс. В настоящее время дом-музей

Чарльз Диккенс родился 7 февраля 1812 года в пригороде Портсмута — Лэндпорте. Он был вторым ребёнком из восьми детей Джона Диккенса (1785—1851) и Элизабет Диккенс, урождённой Барроу (1789—1863). Его отец служил чиновником на военно-морской базе Королевского флота; в январе 1815 года был переведён в Лондон, в апреле 1817 года семья переехала в Чатем. Даже после переезда в Лондон Чарльз продолжал обучение в школе баптистского пастора Уильяма Жиля. Жизнь в столице была Джону Диккенсу не по средствам и привела его в 1824 году в долговую тюрьму. Чарльз работал на фабрике по производству ваксы (Blacking Factory) Уоррена, где получал шесть шиллингов в неделю, а его старшая сестра продолжала учиться в Королевской музыкальной академии до 1827 года. По воскресеньям они навещали отца в тюрьме. Спустя несколько месяцев, после смерти бабушки по отцовской линии, Джон Диккенс, благодаря полученному наследству, освободился из тюрьмы, получил пенсию в адмиралтействе и место парламентского репортёра в газете, однако, по настоянию матери, Чарльз остался на фабрике, что, по некоторым биографическим версиям, повлияло на его отношение к женским образам в творчестве. Спустя некоторое время он был определён в Wellington House Academy, где учился до марта 1827 года. В мае 1827 года Диккенс поступил в адвокатскую контору «Эллис и Блэкмор» младшим клерком на 13 шиллингов в неделю, где трудился до ноября 1828 года. Изучив стенографию по системе Т. Гарнье, он стал работать свободным репортёром вместе со своим дальним родственником Томасом Чарлтоном. В 1830 году Диккенса пригласили в «Morning Chronicle», и в этом же году он встретил свою первую любовь — Марию Биднелл, дочь директора банка, которая стала прототипом Доры в романе «Дэвид Копперфилд». Спустя много лет Мария обратилась к Диккенсу с письмом, но встреча в 1855 году разочаровала писателя; этот эпизод отразился в образе Флоры, поблёкшей и спившейся невесты главного героя в романе «Крошка Доррит».

### Диккенс в расцвете славы

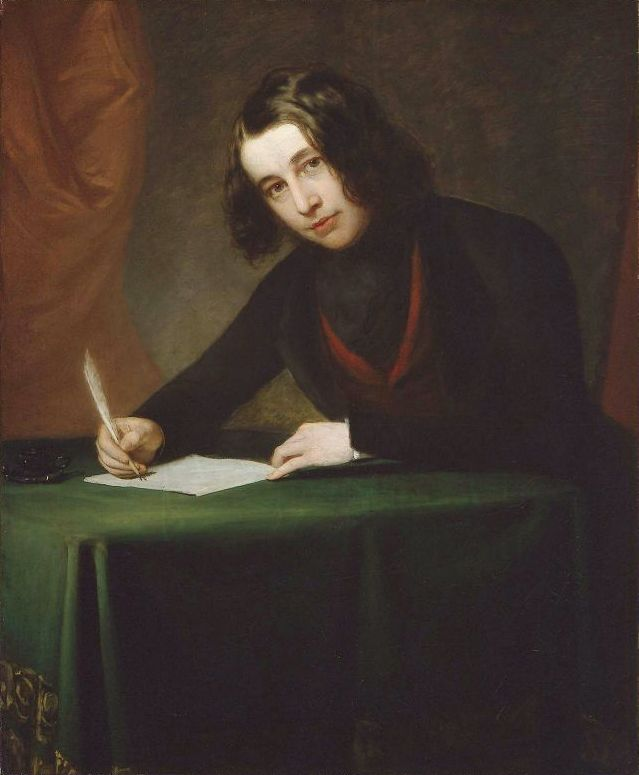
Портрет Диккенса работы художника Фрэнсиса Александера, 1842 год

В 1850-е годы Диккенс достиг зенита славы. Он стал прославленным писателем, властителем дум и обеспеченным человеком, — словом, личностью, для которой судьба не поскупилась на дары.
Портрет Диккенса той поры довольно удачно нарисован Честертоном

Диккенс был среднего роста. Его природная живость и малопредставительная наружность были причиной того, что он производил на окружающих впечатление человека низкорослого или, во всяком случае, очень миниатюрного сложения. В молодости на его голове была чересчур экстравагантная, даже для той эпохи, шапка каштановых волос, а позже он носил тёмные усы и густую, пышную, тёмную эспаньолку такой оригинальной формы, что она делала его похожим на иностранца.

Прежняя прозрачная бледность лица, блеск и выразительность глаз остались у него; «отмечу ещё подвижный рот актёра и его экстравагантную манеру одеваться». Честертон пишет об этом:
Он носил бархатную куртку, какие-то невероятные жилеты, напоминавшие своим цветом совершенно неправдоподобные солнечные закаты, невиданные в ту пору белые шляпы, совершенно необыкновенной, режущей глаза белизны. Он охотно наряжался и в сногсшибательные халаты; рассказывают даже, что он в таком одеянии позировал для портрета.
За этим нервным позёрством таилась личная драма. Потребности членов семьи Диккенса превышали его доходы. Беспорядочная, богемная натура не позволяла ему внести какой бы то ни было порядок в свои дела. Он не только перетруждал свою богатую и плодотворную фантазию литературным трудом, но и старался зарабатывать приличные гонорары лекциями и чтением отрывков из своих романов на публике. Впечатление от его актёрского мастерства было всегда колоссальным, по-видимому, Диккенс был одним из величайших чтецов, но в своих поездках он попадал в лапы каких-то сомнительных антрепренёров и, зарабатывая, в то же время доводил себя до изнеможения.

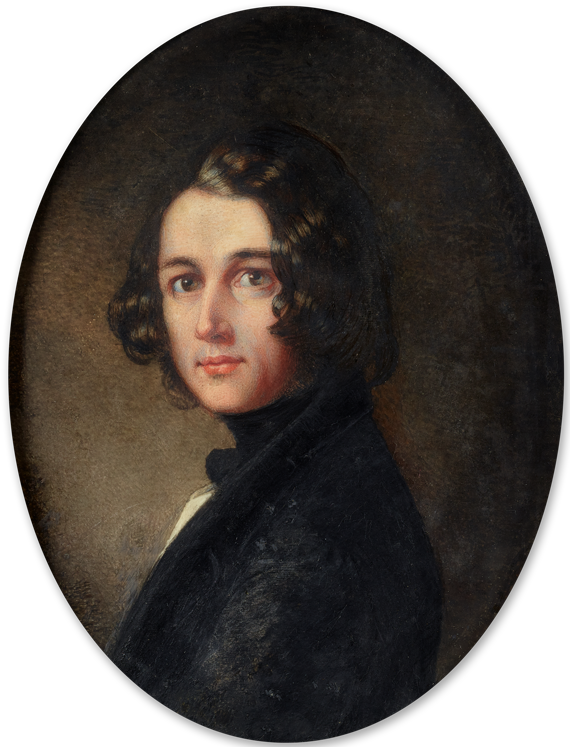
Портрет Чарльза Диккенса, 1843 год

Но всё это не так важно, как обуревавшая Диккенса меланхолическая мысль о том, что, по-существу, серьёзнейшее в его трудах — его поучения, его призывы к совести власть имущих — остаётся втуне, что, в действительности, нет никаких надежд на улучшение того ужасного положения, создавшегося в стране, из которого он не видел выхода, даже глядя на жизнь сквозь юмор, смягчавший резкие контуры действительности в глазах автора и его читателей. Он пишет в это время:
С каждым часом во мне крепнет старое убеждение, что наша политическая аристократия вкупе с нашими паразитическими элементами убивают Англию. Я не вижу ни малейшего проблеска надежды. Что же касается народа, то он так резко отвернулся и от парламента, и от правительства, и проявляет по отношению и к тому, и к другому такое глубокое равнодушие, что подобный порядок вещей начинает внушать мне самые серьёзные и тревожные опасения. Дворянские предрассудки, с одной стороны, и привычка к подчинению — с другой, — совершенно парализуют волю народа. Всё рухнуло после великого XVII века. Больше не на что надеяться.

### Личностные странности

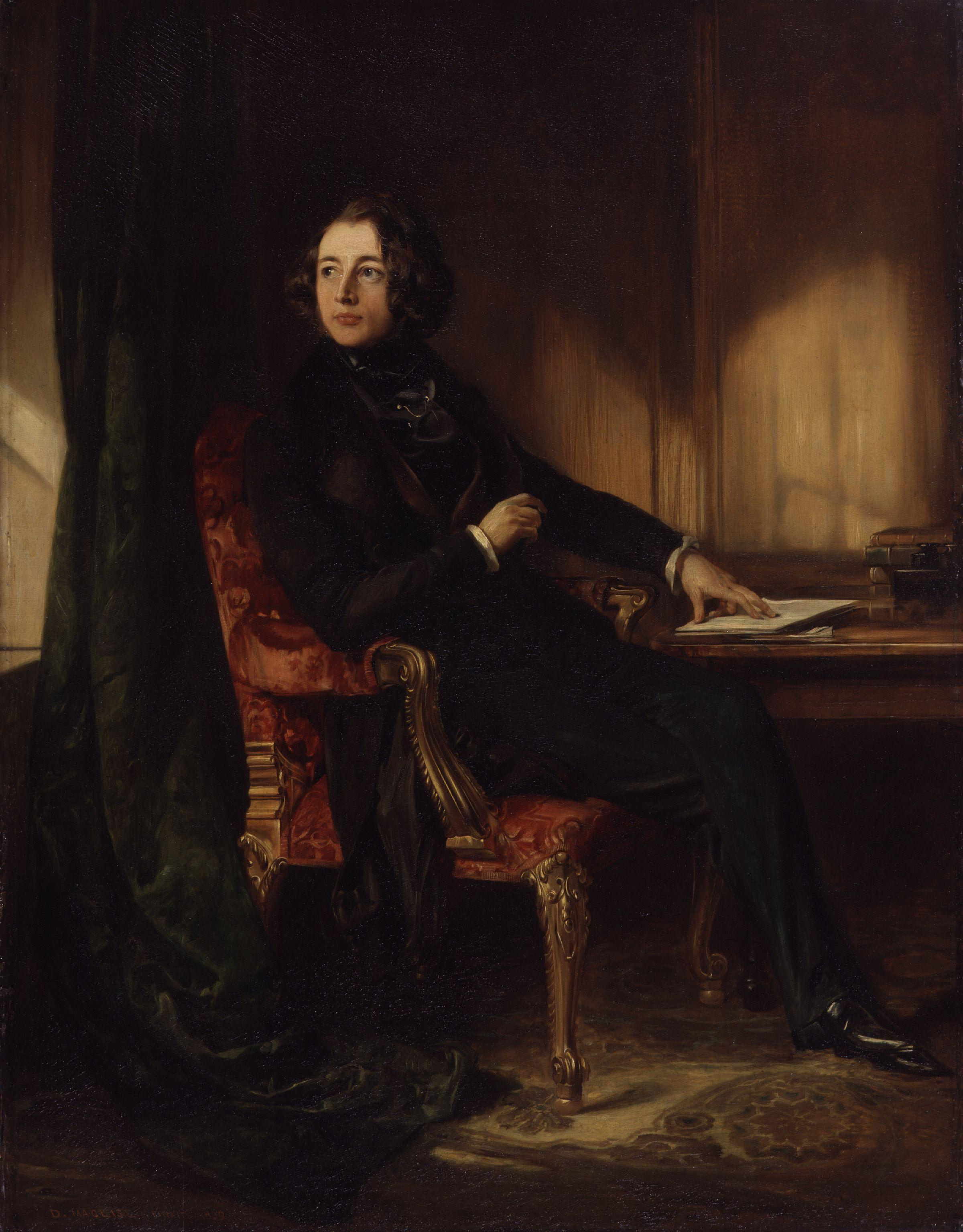
Портрет Чарльза Диккенса кисти Даниэла Маклиса, 1839 год

Диккенс нередко самопроизвольно впадал в транс, был подвержен видениям и время от времени испытывал состояния дежавю. Когда это случалось, писатель нервно теребил в руках шляпу, из-за чего головной убор быстро терял презентабельный вид и приходил в негодность. По этой причине Диккенс со временем перестал носить головные уборы.
О другой странности писателя рассказал Джордж Генри Льюис, главный редактор журнала «Фортнайтли ревью» (и близкий друг писательницы Джордж Элиот). Диккенс однажды рассказал ему о том, что каждое слово, прежде чем перейти на бумагу, сначала им отчётливо слышится, а персонажи его постоянно находятся рядом и общаются с ним.
Работая над «Лавкой древностей», писатель не мог спокойно ни есть, ни спать: маленькая Нелл постоянно вертелась под ногами, требовала к себе внимания, взывала к сочувствию и ревновала, когда автор отвлекался от неё на разговор с кем-то из посторонних.
Во время работы над романом «Мартин Чезлвит» Диккенсу надоедала своими шуточками миссис Гамп: от неё ему приходилось отбиваться силой. «Диккенс не раз предупреждал миссис Гамп: если она не научится вести себя прилично и не будет являться только по вызову, он вообще не уделит ей больше ни строчки!» — писал Льюис. Именно поэтому писатель обожал бродить по многолюдным улицам. «Днём как-то можно ещё обойтись без людей, — признавался Диккенс в одном из писем, — но вечером я просто не в состоянии освободиться от своих призраков, пока не потеряюсь от них в толпе».
«Пожалуй, лишь творческий характер этих галлюцинаторных приключений удерживает нас от упоминания о шизофрении в качестве вероятного диагноза», — замечает психоаналитик и парапсихолог Нандор Фодор, автор очерка «Неизвестный Диккенс» (1964, Нью-Йорк).

### Семья
2 апреля 1836 года Чарльз Диккенс женился на Кэтрин Томсон Хогарт (19 мая 1815 — 22 ноября 1879), старшей дочери его приятеля, журналиста Джорджа Хогарта. Диккенс был очень привязан к её сестре Мэри, ранняя смерть которой потрясла его. Другая сестра Кэтрин, Джорджина Хогарт, жила с четой Диккенсов и воспитывала их детей.
Кэтрин была верной женой и родила 10 детей:
Семь сыновей:
- Чарльз Каллифорд Боз Диккенс-младший (6 января 1837 — 20 июля 1896),
- Уолтер Саведж Ландор (8 февраля 1841 — 31 декабря 1863),
- Фрэнсис Джеффри[англ.] (15 января 1844 — 11 июня 1886),
- Альфред Д’Орсей Теннисон (28 октября 1845 — 2 января 1912),
- Сидни Смит Галдиманд (18 апреля 1847 — 2 мая 1872),
- Генри Филдинг (16 января 1849 — 21 декабря 1933)
- Эдвард Бульвер-Литтон (13 Марта 1852 — 23 января 1902),

Три дочери:
- Мэри (6 марта 1838 — 23 июля 1896),
- Кэтрин Элизабет Макриди (29 октября 1839 — 9 мая 1929)
- Дора Энни (16 августа 1850 — 14 апреля 1851).

Впрочем, семейная жизнь Чарльза Диккенса сложилась не вполне удачно. Размолвки с женой, какие-то сложные и тёмные отношения с её семьёй, страх за болезненных детей делали семью для Диккенса источником постоянных забот.
В 1857 году Чарльз встретил 18-летнюю актрису Эллен Тернан и сразу влюбился. Снял для неё квартиру, долгие годы навещал свою любовь, впоследствии включил её в завещание. В 1858 году Диккенс развёлся с Кэтрин; роман с Элен продлился до смерти писателя. На сцену она больше не вышла. Этим близким отношениям посвящён художественный фильм «Невидимая женщина» (Великобритания, 2013, режиссёр Рэйф Файнс).

## Смерть
Диккенс совмещал бурную личную жизнь с интенсивным писательством; от этого его здоровье было незавидным. Но литератор не обращал внимания на недуги и продолжал усердно трудиться.

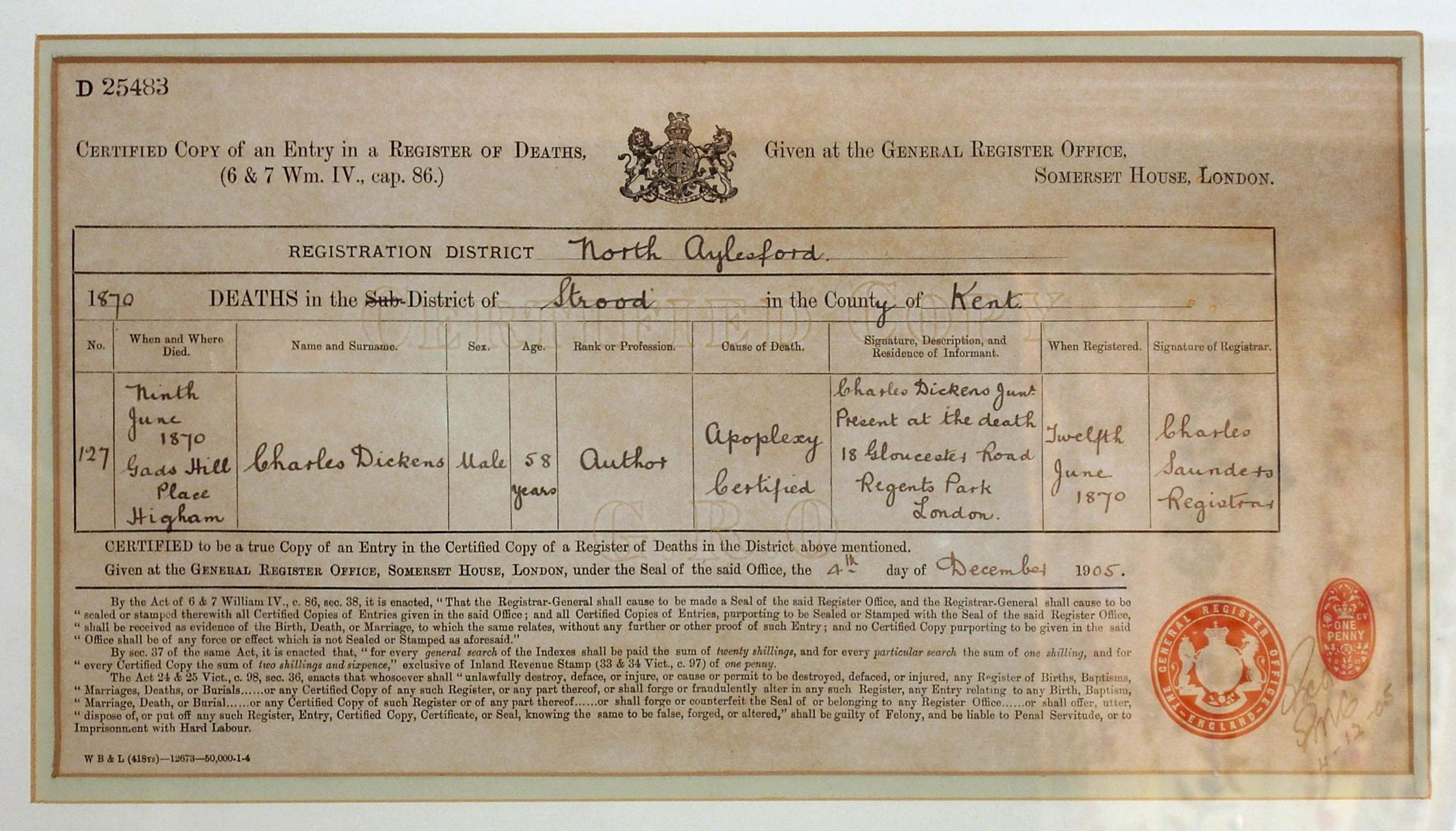
Сертификат о смерти.

После литературного турне по американским городам проблем со здоровьем добавилось. В 1869 году у писателя периодически отнимались ноги и руки. 8 июня 1870 года в период пребывания Чарльза в поместье Гэдсхилл у него случился инсульт, который и стал причиной смерти — утром следующего дня классика не стало.
Диккенса похоронили в Вестминстерском аббатстве.

## Литературная деятельность

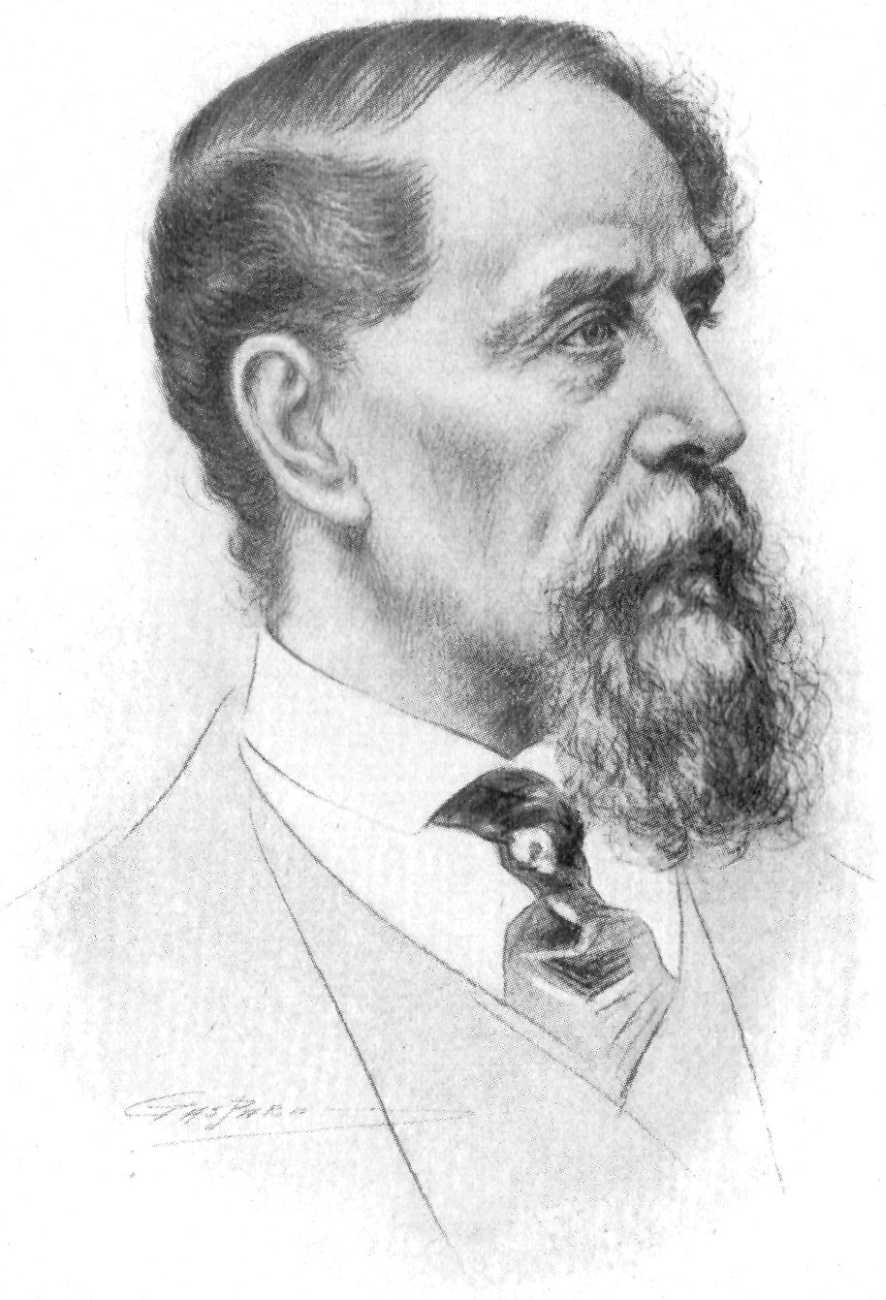
«Моя вера в людей, которые правят, в общем, ничтожна. Моя вера в народ, которым правят, в общем, беспредельна»

Диккенс нашёл себя прежде всего как репортёр. Как только Диккенс выполнил на пробу несколько репортёрских заданий, он сразу же был замечен читающей публикой.
Первые нравоописательные очерки Диккенса, которые он назвал «Очерками Боза», были напечатаны в 1836. Дух их вполне соответствовал социальному положению Диккенса. Это была, в некоторой степени, беллетристическая декларация интересов разоряющейся мелкой буржуазии. Психологические зарисовки, портреты лондонцев, как и все диккенсовские романы, также сначала выходили в газетном варианте и уже принесли молодому автору достаточно славы.

#### «Посмертные записки Пиквикского клуба»
Головокружительный успех ожидал Диккенса в этом же году по мере выхода в свет глав его «Посмертных записок Пиквикского клуба» («The Posthumous Papers of the Pickwick Club»).
В этом романе он рисует старую Англию с самых различных её сторон, восхищаясь её добродушием и обилием живых и симпатичных черт, присущих лучшим представителям английской мелкой буржуазии. Все эти черты воплощены в добродушнейшем оптимисте, благороднейшем старом чудаке мистере Пиквике. Этот роман Диккенса вызвал необычайный прилив читательского интереса.

#### «Жизнь и приключения Оливера Твиста» и другие произведения 1838—1843 годов
Двумя годами позднее Диккенс выступил с «Оливером Твистом» и «Николасом Никльби» (The Life and Adventures of Nicholas Nickleby) 1838—1839.
«Приключения Оливера Твиста» (1838) — история сироты, родившегося в работном доме и жившего в трущобах Лондона. Мальчик встречает на своём пути низость и благородство, людей преступных и добропорядочных. Жестокая судьба отступает перед его искренним стремлением к честной жизни.
На страницах романа запечатлены картины жизни английского общества XIX века во всем их живом великолепии и безобразии. Широкая социальная картина от работных домов и криминальных притонов лондонского дна до общества богатых и по-диккенсовски добросердечных буржуа-благодетелей. В этом романе Ч. Диккенс выступает как гуманист, утверждая силу добра в человеке.
Роман вызвал широкий общественный резонанс. После его выхода прошел ряд скандальных разбирательств в работных домах Лондона, которые, по сути, были полутюремными заведениями, где нещадно использовался детский труд.
Весной 1841 года Диккенс закончил работу над своим первым историческим романом «Барнеби Радж», посвящённым трагическим событиям Лондонского бунта лорда Гордона 1780 года, направленного против католиков и унёсшего около 300 жизней. Внимание читателей привлекло красочное описание в романе ужасных условий Ньюгейтской тюрьмы, которых писатель касался уже в «Очерках Боза» (1833—1836) и «Оливере Твисте».
Слава Диккенса росла стремительно. Своего союзника видели в нём и либералы, поскольку они защищали свободу, и консерваторы, поскольку они указывали на жестокость новых общественных взаимоотношений.
После путешествия в Америку, где публика встретила Диккенса с не меньшим энтузиазмом, чем англичане, Диккенс пишет своего «Мартина Чезлвита» (The Life and Adventures of Martin Chuzzlewit, 1843). Кроме незабываемых образов Пекснифа и миссис Гамп, роман этот замечателен пародией на американцев. Роман вызвал бурные протесты со стороны заокеанской публики.
В 1843 вышла «Рождественская песнь», за которой последовали «Колокола», «Сверчок на печи» (англ. The Cricket on the Hearth), «Битва жизни» (англ. The Battle of Life), «Одержимый» (англ. The Haunted Man).
В это же время Диккенс стал главным редактором «Daily News». В этой газете он получил возможность выражать свои социально-политические взгляды.

#### «Домби и сын»
Один из лучших его романов — «Торговый дом „Домби и сын“. Торговля оптом, в розницу и на экспорт» (Dealings with the Firm of Dombey and Son: Wholesale, Retail and for Exportation, 1848). Бесконечная вереница фигур и жизненных положений в этом произведении изумляет. Немного романов в мировой литературе, которые по богатству красок и разнообразию тона могут быть поставлены в один ряд с «Домби и Сыном», не считая некоторых позднейших произведений самого Диккенса. Как мелкобуржуазные персонажи, так и представители лондонской бедноты созданы им с большой любовью. Все эти люди почти сплошь да рядом чудаки, но чудачества, заставляющие вас смеяться, делают этих персонажей ещё ближе и милее. Правда, этот дружелюбный, этот безобидный смех заставляет вас не замечать их узости, ограниченности, тяжёлых условий, в которых им приходится жить; но уж таков Диккенс… Надо заметить, однако, что когда он обращает свои громы и молнии против угнетателей, против чванного негоцианта Домби, против негодяев, вроде его старшего приказчика Каркера, он находит столь разящие слова негодования, что они порой граничат с революционным пафосом.

#### «Дэвид Копперфильд»
Ещё более ослаблен юмор в следующем крупнейшем произведении Диккенса — «Дэвиде Копперфильде» (The Personal History, Adventures, Experience and Observation of David Copperfield the Younger of Blunderstone Rookery (Which He Never Meant to Publish on Any Account)), (1849—1850).
Роман этот в значительной мере автобиографичен. Тема его серьёзна и тщательно продумана. Дух восхваления старых устоев морали и семьи, дух протеста против новой капиталистической Англии громко звучит и здесь. Многие ценители творчества Диккенса, в том числе такие литературные авторитеты как: Л. Н. Толстой, Ф. М. Достоевский, Шарлотта Бронте, Генри Джеймс, Вирджиния Вулф, — считали этот роман его величайшим произведением.

### Поздние произведения
Меланхолией и безысходностью проникнут и социальный роман Диккенса «Тяжёлые времена» (1854). Роман этот явился ощутимым литературно-художественным ударом, нанесенным по капитализму XIX века с его идеей неудержимого промышленного прогресса. По-своему грандиозная и жуткая фигура Баундерби написана с подлинной ненавистью. Но Диккенс не щадит в романе и лидера забастовочного движения — чартиста Слэкбриджа, готового на любые жертвы ради достижения своих целей. В этом произведении автор впервые подверг сомнению — неоспоримую в прошлом для него — ценность личного успеха в обществе.
Конец литературной деятельности Диккенса ознаменовался ещё целым рядом значительных произведений. За романом «Крошка Доррит» (Little Dorrit, 1855—1857) последовал исторический роман Диккенса «Повесть о двух городах» (A Tale of Two Cities, 1859), посвящённый французской революции. Признавая необходимость революционного насилия, Диккенс отворачивается от него, как от безумия. Это было вполне в духе его мировоззрения, и, тем не менее, ему удалось создать по-своему бессмертную книгу.

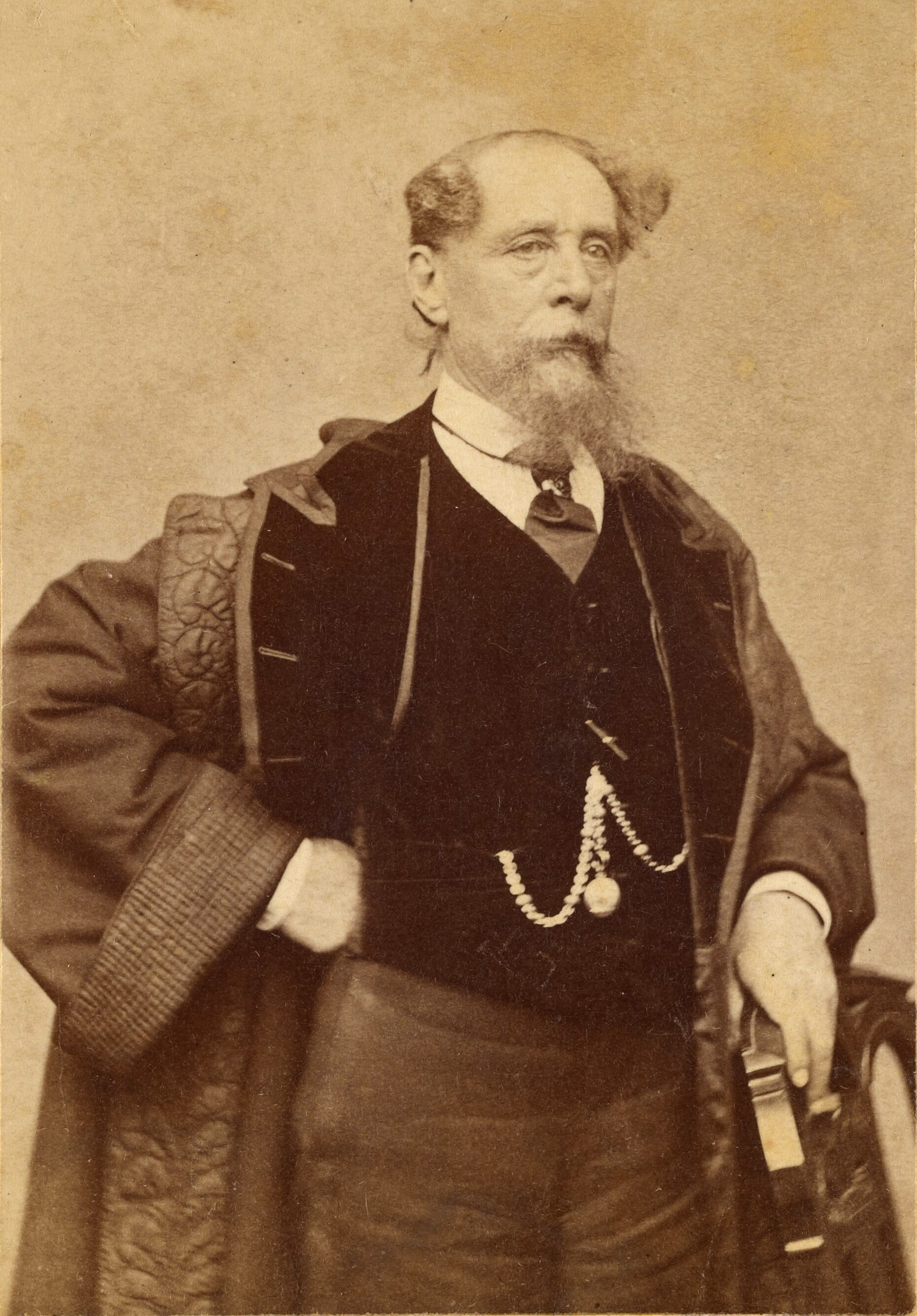
Диккенс на фотографии Джеремайи Герни во время нью-йоркской поездки 1867—1868 гг.

К этому же времени относятся «Большие надежды» (Great Expectations) (1861) — роман с биографическими чертами. Герой его — Пип — мечется между стремлением сохранить мелкотравчатый мещанский уют, остаться верным своему середняцкому положению и стремлением вверх к блеску, роскоши и богатству. Много своих собственных метаний, своей собственной тоски вложил в этот роман Диккенс. По первоначальному плану роман должен был кончиться плачевно для главного героя, хотя Диккенс всегда избегал катастрофических развязок в своих произведениях и, по собственному добродушию, старался не расстраивать особо впечатлительных читателей. По тем же соображениям он не решился привести «большие надежды» героя к полному их крушению. Но весь замысел романа наводит на мысль о закономерности такого исхода.
Новых художественных высот достигает Диккенс в своей лебединой песне — в большом многоплановом полотне, романе «Наш общий друг» (англ. Our Mutual Friend, 1864). В этом произведении угадывается желание Диккенса отдохнуть от напряжённых социальных тем. Увлекательно задуманный, наполненный самыми неожиданными типами, весь сверкающий остроумием — от иронии до трогательного незлобивого юмора — этот роман должен был по замыслу автора, вероятно, выйти легким, милым, забавным. Трагические его персонажи выведены словно полутонами и в значительной степени присутствуют на заднем плане, а отрицательные персонажи оказываются или надевшими на себя злодейскую маску обывателями, или настолько мелкими и смешными личностями, что мы готовы им простить их вероломность; а порой настолько несчастными людьми, которые способны возбудить в нас вместо негодования всего лишь чувство горькой жалости. В этом романе заметно обращение Диккенса к новой манере письма: вместо иронического многословия, пародирующего литературный стиль викторианской эпохи — лаконичная манера, напоминающая скоропись.
В романе проводится мысль об отравляющем действии денег — их символом становится мусорная куча — на общественные отношения и бессмысленности тщеславных устремлений членов общества.
В этом последнем завершенном произведении Диккенс продемонстрировал все силы своего юмора, заслоняясь чудесными, весёлыми, симпатичными образами этой идиллии от овладевавших им невеселых мыслей.
По-видимому, мрачные размышления должны были вновь найти выход в детективном романе Диккенса «Тайна Эдвина Друда» (The Mystery of Edwin Drood).
С самого начала романа просматривается изменение творческой манеры Диккенса — его стремление поразить читателя увлекательным сюжетом, погрузить его в атмосферу тайны и неопределенности. Удалось бы ему это в полной мере — остается неясным, так как произведение осталось незаконченным.
9 июня 1870 года пятидесятивосьмилетний Диккенс, изнурённый колоссальным трудом, довольно беспорядочной жизнью и множеством неприятностей, скончался от инсульта в своём доме Гэдсхилл Плэйс, находящемся в деревне Хайэм (Кент).

## Память

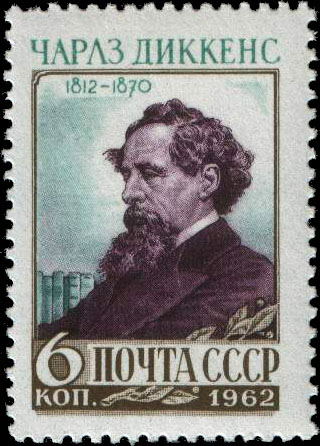
Почтовая марка СССР, 1962 год. К 150-летию со дня рождения.

- В честь Диккенса назван кратер на Меркурии.
- К 150-летию со дня рождения писателя выпущена почтовая марка СССР (1962 год).
- Портрет Диккенса был размещен на английской банкноте номиналом 10 фунтов выпуска 1993—2000 годов.
- К 200-летию со дня рождения Диккенса Королевский монетный двор Великобритании выпустил памятную монету номиналом два фунта стерлингов с портретом Диккенса, сложенным из строчек с названиями его произведений — от «Оливера Твиста» до «Дэвида Копперфильда» и «Больших надежд»[6][7].
- В Лондоне существует Дом-музей Чарльза Диккенса «Charles Dickens Museum»[8].
- Памятники писателю созданы в США, России и Австралии.
- Несмотря на то, что в своём завещании писатель просил не ставить ему памятников, в 2012 году было принято решение поставить памятник на главной площади Портсмута. Памятник открыт 9 июня 2013 года; автор Мартин Джеггинс[9].

## Переводы на русский язык

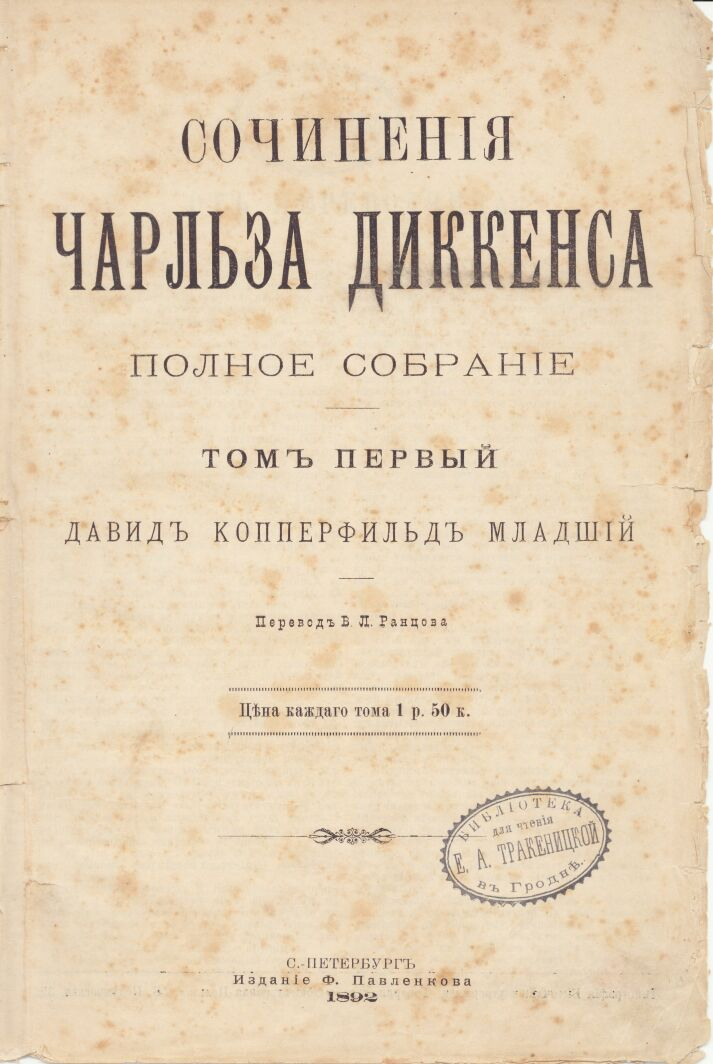
Титульная страница первого тома Полного собрания сочинений (1892)

На русском языке переводы произведений Диккенса появились в конце 1830-х годов. В 1838 году в печати появились отрывки «Посмертных записок Пиквикского клуба», позднее были переведены рассказы из цикла «Очерки Боза». Все его большие романы переведены по несколько раз, переведены и все мелкие произведения, и даже ему не принадлежащие, но правленные им как редактором.
Среди дореволюционных переводчиков Диккенса:
- Владимир Солоницын («Жизнь и приключения английского джентльмена мистера Николая Никльби, с правдивым и достоверным Описанием успехов и неудач, возвышений и падений, словом, полного поприща жены, детей, родственников и всего вообще семейства означенного джентльмена», «Библиотека для чтения», 1840),
- Осип Сенковский («Библиотека для чтения»),
- Андрей Кронеберг («Святочные рассказы Диккенса», «Современник», 1847, № 3 — пересказ с переводом отрывков; повесть «Битва жизни», там же),
- Иринарх Введенский («Домби и Сын», «Договор с привидением», «Замогильные записки Пиквикского клуба», «Давид Копперфильд»);
- позднее — Зинаида Журавская («Жизнь и приключения Мартина Чезлвита», 1895; «Без выхода», 1897),
- В. Л. Ранцов, М. А. Шишмарева («Тяжёлые времена» и другие),
- Елизавета Бекетова (сокращённый перевод «Давид Копперфильд» и другие).

В 1930-е гг. новые переводы Диккенса были сделаны А. Кривцовой, Е. Ланном, Г. Шпетом, Б. Энгельгардтом и М. Клягиной-Кондратьевой. Эти переводы подвергались позднее критике — например, Норой Галь — как «сухие, формалистические, неудобочитаемые». Некоторые ключевые произведения Диккенса были в 1950—60-е гг. заново переведены Ольгой Холмской, Натальей Волжиной, Верой Топер, Евгенией Калашниковой, Марией Лорие, Ниной Дарузес.

### Собрание сочинений
- Диккенс Ч. Собрание сочинений : в 30 т.. — М. : Государственное издательство художественной литературы, 1957—1960.

## Основные произведения

### Романы
- Посмертные записки Пиквикского клуба, публиковались ежемесячными выпусками, апрель 1836 — ноябрь 1837
- Приключения Оливера Твиста, февраль 1837 — апрель 1839
- Николас Никльби, апрель 1838 — октябрь 1839
- Лавка древностей, еженедельные выпуски, апрель 1840 — февраль 1841
- Барнеби Радж, февраль — ноябрь 1841
- Мартин Чезлвит, январь 1843 — июль 1844
- Домби и Сын, октябрь 1846 — апрель 1848
- Дэвид Копперфилд, май 1849 — ноябрь 1850
- Холодный дом, март 1852 — сентябрь 1853
- Тяжёлые времена, апрель—август 1854
- Крошка Доррит, декабрь 1855 — июнь 1857
- Повесть о двух городах, апрель — ноябрь 1859
- Большие надежды, декабрь 1860 — август 1861
- Наш общий друг, май 1864 — ноябрь 1865
- Тайна Эдвина Друда, апрель 1870 — сентябрь 1870. Опубликованы только 6 из 12 выпусков, роман не закончен.

### Повести
- Рождественские повести (The Christmas books):
  - Рождественская песнь, 1843
  - Колокола, 1844
  - Сверчок за очагом, 1845
  - Битва жизни, 1846
  - Одержимый, или Сделка с призраком, 1848

### Сборники рассказов
- Очерки Боза, 1836
- Мадфогские записки (англ. The Mudfog Papers), 1837
- Путешественник не по торговым делам, 1860—1869

### Произведения для детей
- Жизнь Господа нашего Иисуса Христа (1846—1849, опубл. 1934)
- История Англии для юных (1853)